# Palaeomymar
Palaeomymar is een geslacht van vliesvleugeligen uit de familie Mymarommatidae. De wetenschappelijke naam van dit geslacht is voor het eerst geldig gepubliceerd in 1901 door Meunier.

## Soorten
Het geslacht Palaeomymar is monotypisch en omvat slechts de volgende soort:
- Palaeomymar succini Meunier, 1901